# La Vierge folle (film, 1938)
Pour les articles homonymes, voir La Vierge folle.
Pour plus de détails, voir Fiche technique et Distribution.
La Vierge folle est un film français réalisé par Henri Diamant-Berger, sorti en 1938.

## Synopsis
Un avocat parisien d'âge mur rencontre une jeune fille et tombe amoureux d'elle. La mère de la jeune fille découvre la liaison et le couple doit fuir.

## Fiche technique
- Titre anglais : A Foolish Maiden
- Réalisation : Henri Diamant-Berger
- Scénario : Jean Nohain, Pierre Rocher, Roger Vitrac, Charles de Peyret-Chappuis, d'après la pièce éponyme d'Henry Bataille
- Directeurs de la photo : Maurice Desfassiaux (en), Nick de Belaieff
- Décorateur : Hugues Laurent, Raymond Druart
- Assistant réalisateur : Robert Bresson
- Musique : Michel Michelet (ou Michel Lévine)
- Son : Igor B. Kalinowski
- Montage : Pierre de Hérain
- Société de production : Le Film d'art
- Genre : comédie dramatique
- Dates de sortie : 
  - France : 24 novembre 1938
  - États-Unis : 29 décembre 1938

## Distribution
- Victor Francen : Marcel Armaury
- Annie Ducaux : Fanny Armaury
- Juliette Faber : Gisèle
- Gabrielle Dorziat : la mère de Gisèle
- Michel André : Gaston
- Paul Demange
- Denise Kerny
- Frédéric Mariotti
- René Génin
- Marie Déa
- Henri Guisol
- Gaby Andreu
- Georges Cahuzac
- Raymond Galle
- Claire Gérard
- Marcel Loche
- Robert Ozanne
- Roger Berger
- Marianne Brack
- Jacqueline Christin
- Henry Duval
- Fernand Liesse
- Nelly Marny
- Colette Proust